# Niewiarowo (Polska)
Niewiarowo – wieś w Polsce położona w województwie podlaskim, w powiecie monieckim, w gminie Trzcianne.
| SIMC    | Nazwa   | Rodzaj    |
| ------- | ------- | --------- |
| 0408994 | Okrągłe | część wsi |

W latach 1975–1998 miejscowość administracyjnie należała do województwa łomżyńskiego.
Wierni kościoła rzymskokatolickiego należą do parafii św. Apostołów Piotra i Pawła w Trzciannem.